# Wajdi Mouawad
Wajdi Mouawad, né le 16 octobre 1968 à Deir-el-Qamar au Liban, est un homme de théâtre, metteur en scène, dramaturge, comédien, directeur artistique, plasticien et cinéaste libano-québécois.
Il dirige le Théâtre national de la Colline (Paris) depuis 2016, mandat renouvelé le 8 mars 2024.

## Biographie
Wajdi Mouawad quitte son pays natal, le Liban, en 1978, à l’âge de dix ans à cause de la guerre civile. Sa famille émigre, en France, à Paris, puis au Québec dans la ville de Montréal en 1983.
Il entreprend ses études collégiales au collège André-Grasset. Durant sa scolarité, il rejoint la troupe de théâtre de son cégep, puis, encouragé par son professeur de français, entre à l’École nationale de théâtre du Canada dont il sort diplômé en 1991.

### Débuts au théâtre
De 1990 à 1999, il codirige la compagnie Théâtre Ô Parleur avec Isabelle Leblanc, comédienne dans une des pièces de son frère, Naji Mouawad. Il crée à Montréal de nombreuses mises en scène et adaptations dont Macbeth ou encore L’Exil de son frère. En parallèle, il écrit ses premières pièces, Willy Protagoras enfermé dans les toilettes, Journée de Noces chez les Cromagnons, Alphonse et Les Mains d'Edwige au moment de la naissance. Littoral et Incendies, les deux premiers volets de ce qui deviendra avec le temps une tétralogie intitulée Le Sang des promesses, sont respectivement créés en 1997, au 7e Festival de théâtre des Amériques à Montréal, et en 2003, au Festival d’Avignon.
En 1998, sa création Willy Protagoras enfermé dans les toilettes est élue meilleure production montréalaise par l’Association québécoise des critiques de théâtre.
De 2000 à 2004, il dirige le Théâtre de Quat'Sous à Montréal. En 2005 il fonde les compagnies de création Au carré de l’hypoténuse en France et Abé carré cé carré à Montréal avec Emmanuel Schwartz.

### Reconnaissance
Ses nombreux succès au Canada, tels que Littoral (1997) ou encore Incendies (2003), lui apportent la reconnaissance du public et lui offrent la possibilité de revenir en France. Il est ainsi l'invité du festival des Francophonies de Limoges dans les années 2000, après une première venue en 1993. Pendant plusieurs années, il est artiste associé de la scène nationale d'Aubusson dans la Creuse, une expérience qui lui inspire notamment son œuvre Silence d'usine : paroles d'ouvriers (entretiens avec d'anciens ouvriers de l'usine Philips à Aubusson, 2004). L’ensemble de son travail est à maintes reprises remarqué et récompensé par des prix. Ainsi, en 2000, il est lauréat du prix littéraire du Gouverneur général du Canada dans la catégorie théâtre.
En 2004, il adapte au cinéma (scénario et réalisation) sa pièce Littoral.

Le 9 mai 2005, le Molière du meilleur auteur francophone de théâtre lui est attribué pour Littoral, mis en scène par Magali Leiris avec Renaud Bécard, mais il le refuse afin de dénoncer « l’absence de comité de lecture dans les théâtres qui regorgent de textes non lus et qu'on jette à la poubelle ». Il ajoute, le concernant : 

« Il est vrai que je suis acteur et auteur, cinéaste parfois et plasticien, mais cette frénésie ne touche qu'à une chose : mon amour profond du théâtre. »

En mars 2006, à Chambéry, en France, il crée Forêts qui, après Littoral et Incendies, constitue le troisième volet d’une tétralogie sur le thème de la transmission et de l’héritage.
À partir de septembre 2007, Mouawad occupe le poste de directeur artistique du Théâtre français du Centre national des Arts du Canada à Ottawa. Il renoue également avec le théâtre pour la jeunesse : son texte Assoiffés, mis en scène par Benoît Vermeulen du Théâtre Le Clou (théâtre de création pour adolescents), est créé en 2007.
Durant la saison 2007-2008, il travaille en collaboration avec l’Espace Malraux, scène nationale de Chambéry et de la Savoie, où il crée notamment Seuls, pièce présentée en 2008 au festival d’Avignon.
En 2008, il répond à une commande de Dominique Pitoiset sur la Thébaïde et livre Le soleil ni la mort ne peuvent se regarder en face, joué au TNBA et au Théâtre de la Ville de Paris avec Nadia Fabizio (Cadmos), Nicolas Rossier (Œdipe) et Philippe Gouin (Laïos).
En 2009, un ultime volet, Ciels, est présenté avec le reste de ce qui est devenu une tétralogie : Le Sang des promesses au festival d’Avignon, dont il est artiste associé. Il reçoit le grand prix du théâtre de l’Académie française pour l’ensemble de son œuvre dramatique.
En mars 2025, il est annoncé qu'il quittera son poste de directeur du Théâtre national de La Colline, prévu en 2026.

#### Projet: «Avoir 20 ans en 2015»
En 2011, Wajdi Mouawad propose à 50 adolescents (sélectionnés par des théâtres) de l’accompagner pour une aventure longue de cinq ans. Ce projet est nommé « Avoir 20 ans en 2015 ». Cinq grandes villes y participent : les 50 jeunes forment cinq groupes de dix personnes provenant de Nantes, Namur, Mons, l'île de La Réunion et Montréal. Outre les jeunes, on compte aussi environ vingt accompagnateurs. Le projet est né d’une réplique d’Incendies, où une grand-mère dit à sa petite-fille : 

« Si tu veux t'en sortir, tu dois apprendre à : lire, écrire, compter, parler et penser. »

Chaque verbe est associé à une année et à un voyage dans une ville où tous les jeunes sont invités et se retrouvent : « Lire » à Athènes, « Écrire » à Lyon, « Compter » à Auschwitz, « Parler » au Sénégal, et « Penser » au cours d’un voyage divisé en deux parties : la première dans une ville attribuée aux différents groupes formés pour l'occasion et la seconde à Athènes (Wajdi Mouawad avait pensé à un voyage en mer et a même plaisanté sur le fait que le voyage parfait pour ce verbe aurait été un voyage sur la Lune). Mouawad, les 50 jeunes et les accompagnateurs se retrouvent tous ensemble une fois par an. L’aboutissement du projet n'est pas théâtral ; à la fin, les jeunes sortent simplement d’une aventure littéraire et spirituelle exceptionnelle, enrichis d’un regard profond sur le monde et de souvenirs inoubliables.

### Théâtre national de la Colline
En avril 2016, sur proposition d’Audrey Azoulay, il est nommé par François Hollande à la direction du Théâtre national de la Colline à Paris,,, mandat renouvelé le 8 mars 2024.
En 2024, désireux de mettre en scène sa propre pièce Journée de noces chez les Cromagnons à Beyrouth, il est contraint d'y renoncer, menacé au Liban en raison de ses collaborations passées avec des artistes israéliens. La pièce est toutefois jouée successivement au Printemps des comédiens de Montpellier, à Madrid, La Rochelle, puis à La Colline pendant tout le printemps 2025.

#### Controverse
En 2021, dans le contexte de #MeTooThéâtre, mouvement social encourageant les femmes à dénoncer les violences sexistes et sexuelles subies dans le milieu du théâtre, Mouawad est l'objet de critiques pour ne pas avoir déprogrammé, malgré la demande du groupe Action Colline appuyée par des collages du collectif Collages Féminicides Paris, Bertrand Cantat à qui il a confié la réalisation de la bande-son de son spectacle Mère, ni la nouvelle création de Jean-Pierre Baro, auquel avait été confiée la mise en scène d’une pièce pour le théâtre de la Colline, le théâtre national de Strasbourg et le théâtre national de Bretagne (Baro finira cependant par « renoncer à sa création car les conditions n'étaient pas sereines »,,,,,).

### Décorations
- 2002 :  Chevalier de l'ordre des Arts et des Lettres[note 6]
- 2009 :  Officier de l'ordre du Canada[24]

## Théâtre

### Auteur dramatique
- Partie de cache-cache entre deux Tchécoslovaques au début du siècle[note 7], 1992
- Alphonse, Leméac, 1996
- John[25], 1997
- Les Mains d'Edwige au moment de la naissance, Leméac, 1999
- Littoral, coédition Leméac/Actes Sud-Papiers, 1999, 2009 (partie 1 du cycle Le Sang des promesses)
- Pacamambo, Actes Sud-Papiers Junior, 2000
- Rêves, coédition Leméac/Actes Sud-Papiers, 2002
- Incendies, coédition Leméac/Actes Sud-Papiers, 2003, 2009 (partie 2 du cycle Le Sang des promesses)
- Willy Protagoras enfermé dans les toilettes, Leméac, 2004
- Forêts, coédition Leméac/Actes Sud-Papiers, 2006 (partie 3 du cycle Le Sang des promesses)
- Assoiffés, coédition Leméac/Actes Sud-Papiers, 2007
- Le soleil ni la mort ne peuvent se regarder en face, coédition Leméac/Actes Sud, 2008
- Seuls - Chemin, texte et peintures, Leméac/Actes Sud, 2008  (ISBN 978-2-7427-7986-4)
- Ciels, Actes Sud, 2009  (ISBN 978-2-7427-8381-6) (partie 4 du cycle Le Sang des promesses)
- Journée de noces chez les Cromagnons, coédition Leméac/Actes Sud-Papiers, 2011  (ISBN 978-2-7427-9612-0)
- Sœurs, coédition Leméac/Actes Sud-Papiers, 2015  (ISBN 978-2-330-04701-6)
- Une chienne, Actes Sud-Papiers, 2016  (ISBN 978-2-330-06034-3)
- Inflammation du verbe vivre, Actes Sud-Papiers, 2016  (ISBN 978-2-330-06035-0)
- Les Larmes d’Œdipe, Actes Sud-Papiers, 2016  (ISBN 978-2-330-06037-4)
- Victoires, Actes Sud-Papiers, 2017  (ISBN 978-2-330-07248-3)
- Tous des oiseaux, Actes Sud-Papiers, 2018  (ISBN 978-2-330-09754-7) 2019 : Grand prix de littérature dramatique décerné sous l'égide d'ARTCENA[26].
- Mère, Actes Sud-Papiers, 2022  (ISBN 978-2-330-16311-2)
- Racine carrée du verbe être, Actes Sud-Papiers, 2023  (ISBN 978-2-330-18071-3)

### Adaptateur
- 2010 : Un tramway d’après Un tramway nommé Désir de Tennessee Williams, mise en scène Krzysztof Warlikowski, Théâtre de l'Odéon

### Interprète
- 2008 : Seuls, Festival d’Avignon
- 2010 : Les Justes d’Albert Camus, mise en scène Stanislas Nordey, Théâtre national de Bretagne, Théâtre national de la Colline, Théâtre des Treize Vents, TNP-Villeurbanne
- 2021 : Mère, Théâtre national de la Colline
- 2022 : Racine carrée du verbe être, Théâtre national de la Colline ; reprise en 2024

### Metteur en scène

#### Théâtre
- 1992 : Al Malja et L’Exil de Naji Mouawad
- 1992 : Macbeth de Shakespeare
- 1994 : Le Tour du monde de Joe Maquillon de Ghislain Bouchard
- 1995 : Tu ne violeras pas d’Edna Mazia
- 1995 : Don Quichotte de Cervantès
- 1997 : Littoral
- 1998 : Willy Protagoras enfermé dans les toilettes Prix de la meilleure production décerné à Montréal par l’Association québécoise des critiques de théâtre.
- 1998 : Trainspotting d’Irvine Welsh
- 1998 : Œdipe roi de Sophocle
- 1999 : Disco Pigs d’Enda Walsh
- 1999 : Les Troyennes d’Euripide
- 1999 : Littoral, festival d’Avignon
- 2000 : Rêves
- 2000 : Ce n'est pas la manière dont on se l’imagine que Claude et Jacqueline se sont rencontrés, coécrit avec Estelle Clareton
- 2000 : Lulu le chant souterrain de Frank Wedekind
- 2000 : Reading Hebron de Jason Sherman
- 2001 : Le Mouton et la baleine d’Ahmed Ghazali
- 2001 : Six personnages en quête d'auteur de Luigi Pirandello
- 2001 : Manuscrit retrouvé à Saragosse, opéra d’Alexis Nouss
- 2002 : Les Trois Sœurs de Anton Tchekhov
- 2003 : Incendies
- 2005 : Ma mère chien de Louise Bombardier
- 2006 : Forêts
- 2007 : Incendies, en russe, Théâtre Et Cetera Moscou
- 2008 : Seuls, Festival d’Avignon
- 2009 : Littoral, Incendies, Forêts la trilogie, festival d’Avignon
- 2009 : Ciels, Festival d’Avignon
- 2010 : Ciels, Odéon-Théâtre de l’Europe Ateliers Berthier
- 2010 : Littoral, Incendies, Forêts la trilogie, Théâtre national de Chaillot
- 2010 : Seuls, Festival d’Avignon
- 2011 : Seuls, Le Quartz
- 2011 : Temps, Théâtre d'Aujourd'hui
- 2011 : Des femmes (trilogie)[note 8] : Les Trachiniennes, Antigone, Electre de Sophocle, festival d’Avignon, Théâtre Nanterre-Amandiers
- 2013 : Des héros - Ajax, Œdipe roi de Sophocle, Théâtre du Grand T, Nantes
- 2014 : Sœurs, Théâtre du Grand T, Nantes
- 2015 : Le Dernier Jour de sa vie - sept tragédies de Sophocle, Mons, festival Au Carré du Manège[note 9]
- 2016 : Des Mourants - Inflammation du verbe vivre d'après Philoctète, Les Larmes d'Œdipe d'après Œdipe à Colone, Théâtre national de Chaillot[27], Paris
- 2018 : Tous des oiseaux[28] et Notre innocence au Théâtre national de la Colline 2018 : Grand prix et prix de la meilleure création d’éléments scéniques décernés par l'Association professionnelle de la critique de théâtre, de musique et de danse[29] pour Tous des oiseaux.
- 2019 : Fauves au Théâtre national de la Colline
- 2019 : Mort prématurée d’un chanteur populaire dans la force de l’âge de Arthur H et Wajdi Mouawad, chansons originales Arthur H, musique originale Pascal Humbert, Théâtre national de la Colline[30]
- 2020 : Littoral au Théâtre national de la Colline, texte et mise en scène Wajdi Mouawad, sur une idée originale de Isabelle Leblanc et Wajdi Mouawad, musiques originales Pascal Humbert et Charles Segard-Noirclère
- 2021 : Mère[31], Théâtre national de la Colline
- 2022 : Racine carrée du verbe être, Théâtre national de la Colline ; reprise en 2024

#### Opéra
- L'Enlèvement au sérail de Mozart, opéra national de Lyon, 2016
- Œdipe de Georges Enesco, opéra national de Paris, 2021
- Pelléas et Mélisande de Claude Debussy, Opéra National de Paris-Bastille, 2025
- Iphigénie en Tauride de Gluck, Théâtre national de l'Opéra-Comique, prochainement.

### Textes radiophoniques
- Loin des chaises
- Wilfrid
- William M.
- Le Chevalier
- Dans la cathédrale
- Les trains hurlent quand on tue
- Les Étrangers du bord du monde

## Publications

### Romans
- Visage retrouvé, coédition Leméac/Actes Sud, 2002
- Un obus dans le cœur, Actes Sud Junior-Leméac, 2007
- Anima, Actes Sud 2012 2012 : Grand prix SGDL Thyde-Monnier. 2013 : prix Méditerranée du Centre méditerranéen de littérature[32] ; prix du deuxième roman décerné par Lecture en tête[33] ; prix du jury de l'Algue d'or (Saint-Briac-sur-Mer). 2015 : prix Lire en poche[34].

### Essais
- Seuls - Chemin, texte et peintures, Actes Sud, 2008
- Le Sang des Promesses : Puzzle, racines, et rhizomes, notes de travail, de mise en scène, etc., Leméac/Actes Sud, 2009 À propos du processus d’écriture et de mise en scène de la tétralogie.
- Traduire Sophocle, Actes Sud, 2011
- Le Poisson soi, Éditions du Boréal, 2011
- Qui sommes-nous ? Fragments d'identité, Éditions universitaires d'Avignon, coll. « Entre-Vues », 2011
- Participation à l'ouvrage collectif Qu'est-ce que la gauche ?, Fayard, 2017
- Tout est écriture, avec Sylvain Diaz, Actes Sud, 2017

### Entretiens
- Je suis le méchant !, entretiens avec le metteur en scène André Brassard, Leméac, 2004
- Architecture d’un marcheur, entretiens avec Jean-François Côté, Leméac, 2005

## Filmographie

### Réalisateur et scénariste
- 2004 : Littoral, d’après sa pièce

### Acteur
- 2011 : Pays rêvé de Jihane Chouaib : lui-même
- 2021 : Sous le ciel d'Alice de Chloé Mazlo : Joseph
- 2023 : Anatomie d'une chute de Justine Triet : le psy Jammal

### Adaptation par d'autres
- Incendies, de Denis Villeneuve, d'après la pièce éponyme[note 10]

## Prix
- 2000 : Prix littéraire du Gouverneur général du Canada dans la catégorie théâtre, pour Littoral[35]
- 2004 :
  - Prix Jacqueline-Déry-Mochon
  - Prix SACD de la francophonie pour l'ensemble de son œuvre
  - Prix Sony Labou Tansi pour Incendies
- 2005 : Molière du meilleur auteur francophone (refusé)
- 2007 : Prix de la critique belge du meilleur spectacle pour Incendies
- 2009 : Grand prix du théâtre de l'Académie française
- 2016 : Prix littéraire du Gouverneur général du Canada dans la catégorie théâtre, pour Inflammation du verbe vivre[36]
- 2021 : European Drama Award décerné par Schauspiel Stuttgart, section théâtrale du Théâtre National de Stuttgart, pour l'ensemble de son œuvre dramatique[37]